# 朴泰善
朴泰善（パク・テソン、1917年 - 1990年2月10日）は平安南道徳川郡（現：徳川市）出身の宗教家、企業家、教育者。
信徒らから「橄欖の木」「東方の擬人」「勝利者」の別称で呼ばれる。キリスト教長老だったが、自らが神であることを強調して、1955年に「韓国イエス教復興協会」、1956年1月3日に「韓国イエス教伝道館復興協会」（1980年に「韓国天父教伝道館復興協会」に改称）を創始し、信徒らの共同体「信仰村」を建設し、シオン学院傘下の教育機関と企業体を設立した。
1990年2月10日持病と老患で死亡し、死後慶尚南道梁山郡機張邑竹城里770番地内（現在の釜山広域市機張郡機張邑竹城里770番地内）に埋葬された。